# Élections législatives de 1946 dans le Jura
 (janvier 2023).
Les élections législatives françaises de 1946 se tiennent le 10 novembre. Ce sont les premières élections législatives de la Quatrième république, après l'adoption de la nouvelle constitution, lors du référendum du 13 octobre de la même année. 

## Mode de scrutin
L'Assemblée nationale est composée de 618 sièges pourvus au scrutin proportionnel plurinominal, suivant la règle de la plus forte moyenne, dans le cadre départemental et sans panachage. 
Le vote préférentiel est admis, en inscrivant un numéro d'ordre en face du nom d'un, de plusieurs ou de tous les candidats de la liste. Mais l'ordre ne peut être modifié que si au moins la moitié des suffrages portés sur la liste sont numérotés. Dans les faits les modifications ne dépasseront jamais les 7%.
Dans le département du Jura, trois députés sont à élire.

## Élus
| Député sortant   | Parti | Parti | Député élu ou réélu | Parti | Parti   |
| ---------------- | ----- | ----- | ------------------- | ----- | ------- |
| André Barthélémy |       | PCF   | André Barthélémy    |       | PCF     |
| Jean Courtois    |       | SFIO  | Edgar Faure         |       | Rad-soc |
| Charles Viatte   |       | MRP   | Charles Viatte      |       | MRP     |

## Résultats

### Résultats à l'échelle du département
| Parti    | Parti    | Tête de liste    | Résultats | Résultats | Sièges |  |
| Parti    | Parti    | Tête de liste    | Voix      | %         |        |  |
| -------- | -------- | ---------------- | --------- | --------- | ------ |  |
|          | MRP      | Charles Viatte   | 38 053    | 3623      | 1      |  |
|          | PCF      | André Barthélémy | 27 988    | 26,65     | 1      |  |
|          | RGR      | Edgar Faure      | 20 488    | 19,51     | 1 1    |  |
|          | SFIO     | Jean Courtois    | 18 510    | 17,62     | - 1    |  |
|          |          |                  |           |           |        |  |
| Inscrits | Inscrits | Inscrits         | 138 837   | 100,00    | 3      |  |
| Votants  | Votants  | Votants          | 106 614   | 76,79     |        |  |
| Exprimés | Exprimés | Exprimés         | 105 039   | 98,52     |        |  |